# 국제옥수수재단
국제옥수수재단(國際옥수수財團, International Corn Foundation)은 친환경적인 우수 옥수수 종자 연구·개발·보급으로 농가소득증대 및 국제적인 기아문제를 해결하기 위하여 1998년 3월 13일 설립된 대한민국 농림축산식품부 소관의 사단법인이다.

## 대표자
- 김순권

## 사무소
사무실 주소는 경북 포항시 북구 청하면 고현길80번길 18이다.

## 주요 사업
- 옥수수 선진육종기술 전파를 통한 농업생산성 향상 도모
- 친환경적인 우수한 옥수수 종자 연구·개발·보급
- 옥수수 육종가 발굴·육성·지원
- 생태계 균형 및 환경보전사업 추진
- 남북 교류협력(남북경제협력사업) 및 국제 교류협력
- 기타 옥수수재단의 목적 실현에 필요한 사업